# Naginata-do
Naginata Dō (薙刀道?) (o Naginatajutsu 薙刀術? o semplicemente Naginata なぎなた?) è l'arte marziale giapponese della naginata (薙刀?), arma simile al falcione in uso presso la fanteria europea nel Medioevo e al guan dao cinese. Attualmente la Naginata maggiormente pratica è la disciplina modernizzata nota come Atarashii Naginata (新しいなぎなた?), un gendai budō che prevede anche competizioni di combattimento (shiai) e di forma (Shikake-Oji e Kata).

## Disambiguazione dei termini
Per naginata (薙刀?), scritto in giapponese, in kanji e in alfabeto latino con la prima lettera minuscola, si intende l'arma inastata.
Per Naginatajutsu (薙刀術?) si intende l'arte marziale tradizionale, frazionata nelle varie scuole antiche.
Per Naginata Dō (薙刀道?) si intende l'arte marziale sportiva, uscente dal Rinnovamento Meiji, poi codificata in  Atarashii Naginata (新しいなぎなた?).
Per  Atarashii Naginata (新しいなぎなた?), o semplicemente  Naginata (なぎなた?), scritto in giapponese in caratteri hiragana e in alfabeto latino con la prima lettera maiuscola, si intende l'arte marziale sportiva della Naginata-do nella sua ultima formulazione a cura della All Japan Naginata Federation o Zen Nihon Naginata Renmei (in giapponese). Può essere comunque indicata anche come Naginata Dō (薙刀道?), sebbene sia un termine genericamente in disuso in Giappone e all'estero, ma è ancora utilizzato in Italia.

## Storia

### Origini
La naginata naginata (薙刀?) ha avuto origine dallo hoko yari, una lancia giapponese in uso negli ultimi secoli del primo millennio. Si pensa che essa sia stata creata modificando un attrezzo contadino, come accade per le armi del kobudō di Okinawa. In una ipotesi alternativa essa sarebbe stata il frutto di una invenzione dei samurai (o bushi) che, avendo necessità di un'arma più lunga, attaccarono una spada a un'asta. La spiegazione più semplice vede invece la naginata coma una naturale evoluzione delle armi inastate. Le armi inastate sono generalmente armi da essere usate in formazione da gruppi di soldati - non particolarmente addestrati - schierati e sono quindi più adatte ai campi di battaglia che ai duelli di singoli combattenti. Nei combattimenti ravvicinati le armi da schermaglia a due mani, come il falcione e l'alabarda, sono molto più efficienti di spade (per il maggior raggio dazione) e lance (per la maggiore versatilità) anche se richiedono un maggior addestramento. La naginata è quasi identica sia al falcione europeo che al guan dao cinese ed è probabilmente il frutto di una evoluzione ad essi parallela.

### Giappone pre-moderno

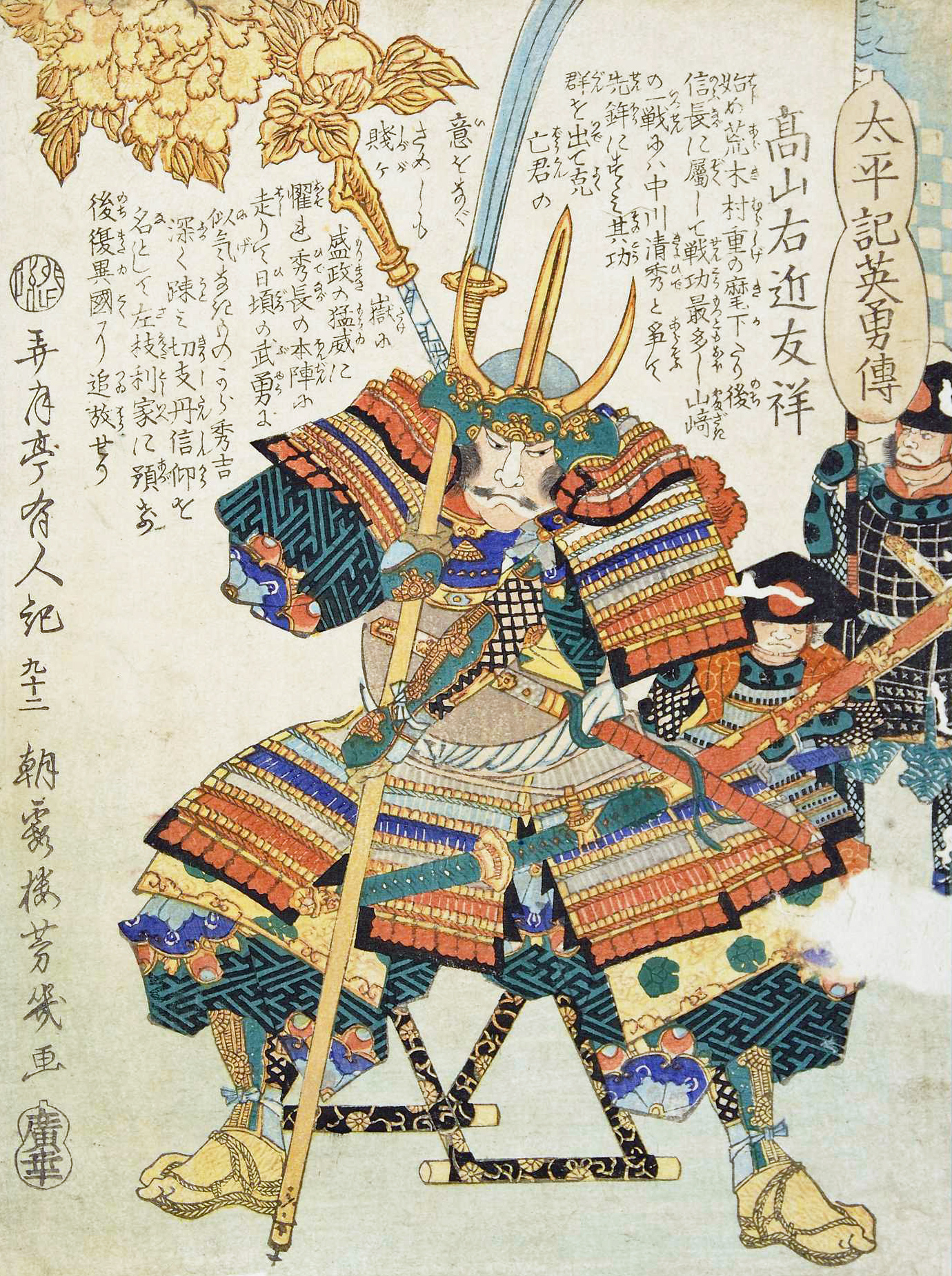
Il daimio Tokayama Ukon, raffigurato con una naginata

Sin dalla mitologia, il Giappone era dipinto come "il paese dalle mille lance". La lancia per significato simbolico veniva immediatamente dopo l'arco e le frecce; se ne ha una palese dimostrazione osservando le opere artistiche, nelle quali il bushi veniva comunemente rappresentato con una lancia in pugno.
Le prime menzioni dell'uso della naginata (薙刀?) si trovano nel Kojiki e nelle raffigurazioni di battaglia dell'insurrezione di Tengyo - Tengyo no ran (Periodo Hejan, 980 circa). La  naginata (薙刀?) era un'arma usata non solo dalle donne samurai (onna-musha o onna-bugeisha), i monaci guerrieri (Sôhei 僧兵?) e i monaci eremiti (Yamabushi 山伏?), ma anche dai samurai e dai soldati in genere, grazie alla sua versatilità di utilizzo.
Nel primo periodo del suo utilizzo la naginata (薙刀?) era considerata un'arma particolarmente efficace nell’affrontare la cavalleria avversaria, in quanto permetteva di mantenere una distanza di sicurezza dai cavalieri e dai loro cavalli, nonché di annullare il vantaggio rappresentato dal cavallo stesso, recidendone i garretti.
L'uso della naginata (薙刀?) raggiunse il suo maggior fulgore attorno all'anno 1000. Nei secoli seguenti ebbe fortune alterne, dovute al cambiamento e all'evoluzione delle strategie di guerra.
Nonostante le sue fortune alterne la naginata (薙刀?) era un'arma importante nell'educazione e nell’addestramento dei samurai. Ciò è testimoniato dalla numerosità di stili di bujutsu che hanno incorporato quest'arma nei loro studi. La lista non esaustiva dei bujutsu che comprendono anche lo studio della naginata comprende: Suio Ryu, Katori Shinto Ryu, Tendo Ryu, Toda-ha Buko ryu and the Yoshin Ryu.
Nell'era Tokugawa (1603–1868) la naginata (薙刀?) poiché venne meno la necessità per le donne di difendere la casa e la famiglia mentre gli uomini erano in guerra, divenne uno status symbol proprio delle donne di famiglia samurai. In questo periodo cominciò ad affermarsi l'idea - ancora parzialmente esistente - che l'uso della naginata (薙刀?) fosse da considerarsi un'arte femminile, ed essa divenne parte integrante della dote delle donne.

### Giappone moderno

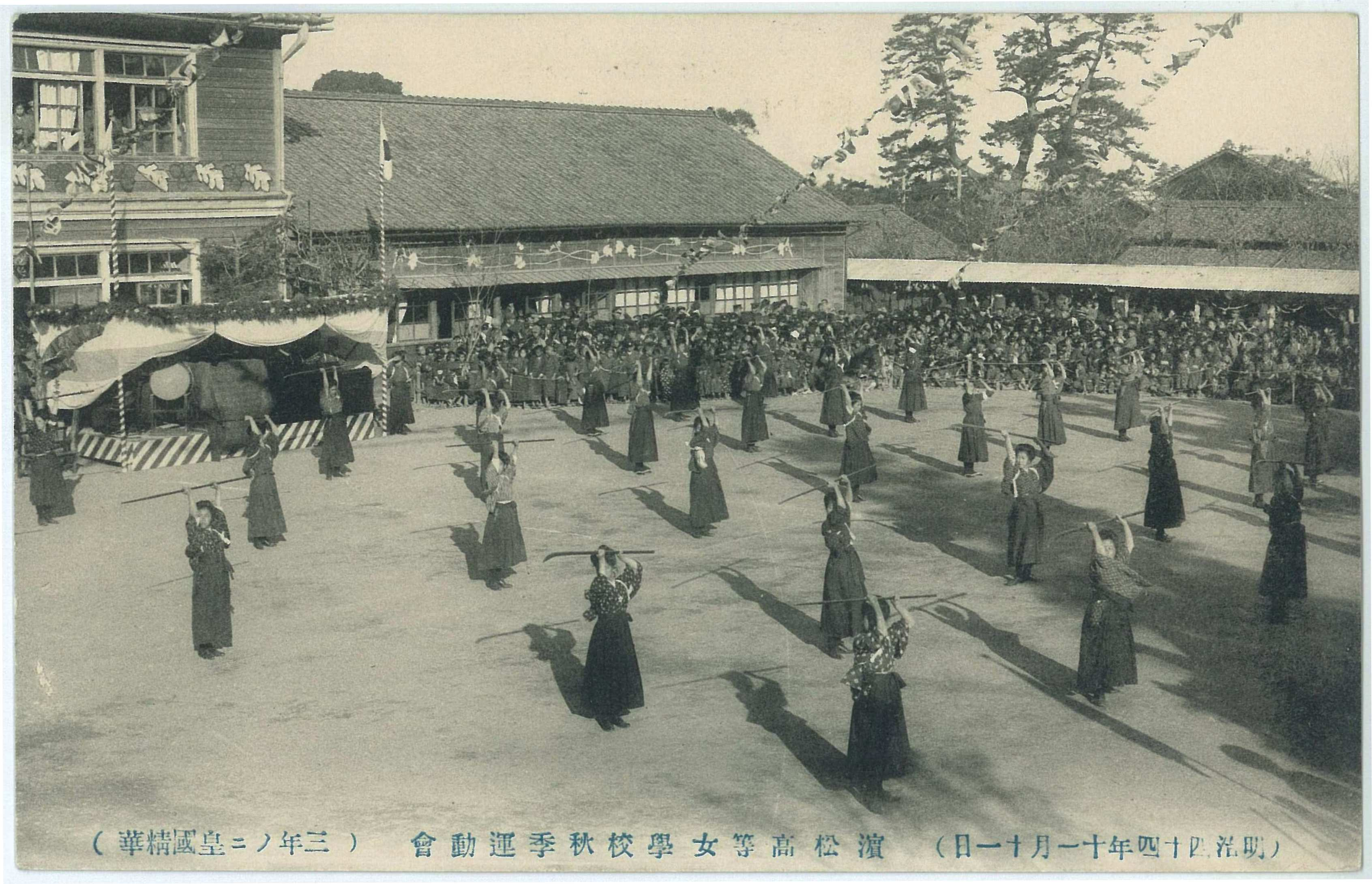
1911 ca. - Allenamento delle studentesse della scuola di Hamamatsu

La restaurazione Meji (1868) e l'avvento dell'era moderna causarono la fine del tempo dei samurai, e con essi molte delle antiche pratiche caddero in disuso. Nel periodo Shōwa la naginata (薙刀?) divenne parte integrante dell'educazione fisica delle ragazze nelle scuole. La pratica della naginata (薙刀?) al tempo veniva chiamata Naginata-do (薙刀道?, "via del falcione").
Dopo la sconfitta del Giappone nella Seconda Guerra mondiale, la pratica delle naginata venne riformulata. Vennero create due diverse tipologie di pratica: la Naginata Koryu (Naginata Classica) e Atarashii Naginata (新しいなぎなた?)
Nel 1953 la Naginata moderna, o Atarashii Naginata (新しいなぎなた?) viene codificata dalla la Zen Nihon Naginata Renmei (全日本なぎなた連盟? o - in inglese - All Japan Naginata Federation), che ne creò le basi (Kihon), i kata, e i regolamenti.